# Adam Moffat
Adam John William Moffat (Glasgow, 15 mei 1986) is een Schots voetballer die bij voorkeur als middenvelder speelt. Hij verruilde in 2015 FC Dallas voor New York Cosmos.

## Clubcarrière
Moffat begon zijn carrière in de lagere divisies van Schotland bij Ross County en Elgin City. In 2007 vertrok hij naar de Verenigde Staten waar hij tekende bij Cleveland City Stars uit de USL Second Division. Aan het einde van het seizoen tekende hij bij Columbus Crew uit de Major League Soccer. Op 20 oktober 2007 maakte hij tegen DC United zijn competitiedebuut voor Columbus. Zijn eerste doelpunt in de MLS maakte hij op 29 maart 2008 tegen Toronto FC. Op 24 november 2010 werd hij in de MLS Expansion Draft 2010 gekozen door Portland Timbers. Na slechts vier competitiewedstrijden bij Portland werd hij op 21 juli 2011 naar Houston Dynamo gestuurd inruil voor Mike Chabala en Lovel Palmer. Bij Houston ontpopte hij zich tot een vaste kracht op het middenveld. In zijn tweede en derde seizoen bij de club stond hij opeenvolgend in tweeëntwintig en vierentwintig competitiewedstrijden in de basis. Daarnaast maakte hij enkele doelpunten van grote afstand die ook de Nederlandse media behaalden.
Op 13 september 2013 werd hij naar Seattle Sounders FC gestuurd inruil voor Servando Carrasco. Na slechts zes competitiewedstrijden werd hij op 13 december 2013 naar FC Dallas gestuurd inruil voor Kenny Cooper. Daar maakte hij op 16 maart 2014 tegen Sporting Kansas City zijn debuut. Aan het einde van het seizoen besloot Dallas niet verder te gaan met de Schotse middenvelder. Vervolgens tekende hij op 2 januari 2015 bij New York Cosmos uit de North American Soccer League.